# Buk Szczeciński
Buk Szczeciński – nieistniejąca stacja kolejowa w miejscowości Buk w Polsce, w województwie zachodniopomorskim, w powiecie polickim, w gminie Dobra.